# タクアレンボー県
タクアレンボー県（タクアレンボーけん、西: Departamento de Tacuarembó）は、ウルグアイ最大の県。県都はタクアレンボー。ウルグアイ最大の淡水湖であるリンコン・デル・ボネテ湖が南部にある。
県は1837年6月16日に設立された。

## 人口動静
2011年の国勢調査によると、県の人口は9万53人、世帯数は3万7647世帯である。
下記の指標は2010年時点のデータである。
- 人口増加率 : 0.786%
- 出生率 : 人口1000人あたり16.69人
- 死亡率 : 人口1000人あたり8.21人
- 平均年齢 : 31.1歳（男性29.7歳、女性32.4歳）
- 平均寿命

平均 - 76.17歳
男性 - 71.70歳
女性 - 81.32歳
- 1世帯の平均所得 : ひと月あたり2万1854ペソ

### 主な都市
人口1000人以上の都市または町を挙げる。人口は2011年国勢調査による。
| 都市名                           | 原語表記                 | 人口      |
| -------------------------------- | ------------------------ | --------- |
| アンシーナ                       | Ansina                   | 2712人    |
| クルティーナ                     | Curtina                  | 1037人    |
| パソ・ボニージャ                 | Paso Bonilla             | 1000人    |
| パソ・デ・ロス・トロス           | Paso de los Toros        | 1万2985人 |
| サン・グレゴリオ・デル・ポランコ | San Gregorio del Polanco | 3415人    |
| タクアレンボー                   | Tacuarembó               | 5万4755人 |